# Yudai Inoue
Yudai Inoue (井上 裕大 Inoue Yudai?), född 30 maj 1989 i Oita prefektur, är en japansk fotbollsspelare.
Inoue började sin karriär 2008 i Oita Trinita. 2013 flyttade han till V-Varen Nagasaki. 2016 flyttade han till FC Machida Zelvia.